# Croton adenodontus
Espèce
Classification APG III (2009)
Croton adenodontus est une espèce de plantes à fleurs du genre Croton et de la famille des Euphorbiaceae, originaire du Brésil (Rio de Janeiro).
Il a pour synonymes :
- Croton glandulosus var. adenodontus Müll.Arg.
- Oxydectes adenodonta (Müll.Arg.) Kuntze